# Генчлербирлиги СК
Спортен клуб „Генчлербирлиги“ (на турски: Gençlerbirliği Spor Kulübü) е футболен клуб от Анкара, столицата на Турция.
Основан е на 14 март 1923 г. Играе в турската Суперлига.
Играе домакинските си мачове на стадион „Еряман“ с капацитет 22 000 зрители.
Двукратен шампион от Националния шампионат през 1941 и 1946 години (предвестник на Турската Суперлига).

## Успехи
- Суперлига Турция
  -  Трето място (2): 1965/66, 2002/03
- Турски футболен шампионат (Суперлига)
  -  Шампион (2): 1941, 1946
  -  Вицешампион (1): 1951
- Купа на президента/Суперкупа на Турция
  -  Финалист (1): 1987
- Купа на Турция
  -  Носител (2): 1986/87, 2000/01
  -  Финалист (3): 2002/03, 2003/04, 2007/08
- Футболна лига на Анкара
  -  Шампион (9, рекорд): 1929/30, 1931/32, 1932/33, 1934/35, 1939/40, 1940/41, 1945/46, 1949/50, 1950/51
  -  Вицешампион (7): 1925/26, 1926/27, 1928/29, 1933/34, 1936/37, 1942/43, 1947/48
- Купа на Премиер министъра
  -  Финалист (1): 1946

## Известни играчи
- Йосип Скоко
- Дебатик Цури
- Жереми Нжитап
- Деян Лекич
- Радосав Петрович
- Фредрик Рисп
- Александър Хлеб

## Български футболисти
- Златко Янков: 2000 - (9 мача - 1 гол)